# Дюранс, Эрика
Э́рика Дюра́нс (англ. Erica Durance, род. 21 июня 1978, Калгари, Канада) — канадская актриса, в основном, известная благодаря роли Лоис Лейн в сериале The WB/The CW «Тайны Смолвиля».

## Биография
Дюранс родилась в Калгари (Альберта, Канада), её детство прошло недалеко, в Три-Хиллз. Вместе со старшими братом и сестрой она росла на ферме по разведению индюшек, принадлежащей её родителям. Отец, Джоэл, — водитель, мать, Гейл, — библиотекарь. После школы она училась актёрскому мастерству и переехала в Ванкувер. Во время учёбы снималась в небольших эпизодах в сериалах, в рекламных роликах и в массовке, постепенно получая все более значительные роли.
В 2004 году сыграла в ситкоме «Шоу Криса Айзека» роль Эшли — девушки, с которой встречается сам Крис. В сериале «Вернуть из мёртвых» её персонажем была участница конкурса красоты Анджела, отцу которой задолжал денег брат главной героини. Она сыграла межгалактического библиотекаря в сериале «Андромеда» на канале Sci-Fi Channel и предмет любви Тил’ка в сериале «Звездные врата SG-1» в 2004 году. Также она играла сестру одной из главных героинь в канадском сериале «Собиратель душ».
Дюранс снялась в нескольких эпизодах четвёртого сезона сериала «Тайны Смолвиля» (2004—2005), затем она вошла в основной актёрский состав сериала и снималась в нём с пятого по десятый сезон (2005—2011),.
В 2006 году Дюранс попала на обложку майского выпуска журнала FHM, а в рейтинге «ста самых сексуальных женщин мира» заняла 38-ю позицию. В 2007 году ей досталась 20-я позиция в этом же рейтинге, а в 2008 году она была уже на 15-м месте. В 2007 году журнал Maxim напечатал Эрику на обложке своего октябрьского номера.
В 2012—2017 годах Дюранс снималась в главной роли в канадском сериале «В надежде на спасение».

## Личная жизнь
В 1996 году в возрасте 18-и лет Эрика впервые вышла замуж за Уэсли Паркера. Они прожили вместе три года и развелись.
Снимаясь в 2003 году в фильме «Дом мертвых» Эрика завязала романтические отношения с партнёром по съемочной площадке, канадским актёром Дэвидом Палффи. 8 января 2005 года они поженились. 10 февраля 2015 года у пары родился сын Лохлан Вильям Палффи, 7 декабря 2016 года родился их второй сын Лиам Джеффри Палффи. У Эрики также есть пасынок от предыдущего брака Дэвида. В данный момент Эрика с семьёй живут в Ванкувере. В апреле 2023 года стало известно о расставании супругов.

## Фильмография

### Фильмы
| Год  |     | Русское название                        | Оригинальное название               | Роль             |
| ---- | --- | --------------------------------------- | ----------------------------------- | ---------------- |
| 2002 | ф   | Непостижимый ужас                       | The Untold                          | Тара Ноулз       |
| 2003 | ф   | Дом мёртвых                             | House of the Dead                   | Джоанна          |
| 2003 | тф  | Дьявольский ветер                       | Devil Winds                         | Кара Дженсен     |
| 2003 | тф  | 111, Грамерси Парк                      | 111 Gramercy Park                   | Мэдди О’Доннелл  |
| 2004 | кор |                                         | The Bridge                          | Эми              |
| 2006 | тф  | Кошмар в тропиках                       | Stranded                            | Карина           |
| 2006 | ф   | Эффект бабочки 2                        | The Butterfly Effect 2              | Джули Миллер     |
| 2007 | тф  | Я и я играем свадьбу                    | I Me Wed                            | Изабелль Дарден  |
| 2009 | тф  | Окончательный приговор                  | Final Verdict                       | Меган Вашингтон  |
| 2009 | тф  | Принц воров                             | Beyond Sherwood Forest              | дева Мэриан      |
| 2009 | тф  | Здание                                  | The Building                        | Джулз Уайльд     |
| 2010 | ф   | Софи                                    | Sophie and Sheba                    | Наталия          |
| 2012 | ф   | Фильм на миллиард долларов Тима и Эрика | Tim and Eric's Billion Dollar Movie | официантка Пэрис |
| 2014 | тф  | Тайна организатора свадеб               | Wedding Planner Mystery             | Карнеги Кинкейд  |
| 2015 | ф   | Болеутоляющие                           | Painkillers                         | Труди            |

### Телесериалы
| Год       |   | Русское название                   | Оригинальное название | Роль              |
| --------- | - | ---------------------------------- | --------------------- | ----------------- |
| 2001      | с | Одинокие стрелки                   | The Lone Gunmen       | танцовщица        |
| 2004      | с | Шоу Криса Айзека                   | The Chris Isaak Show  | Эшли              |
| 2004      | с | Вернуть из мёртвых                 | Tru Calling           | Анджела Тодд      |
| 2004      | с | Андромеда                          | Andromeda             | Амира             |
| 2004      | с | Звёздные врата: SG-1               | Stargate SG-1         | Криста Джеймс     |
| 2004      | с | Коллекционер человеческих душ      | The Collector         | Рэйчел Слэйт      |
| 2004—2011 | с | Тайны Смолвиля                     | Smallville            | Лоис Лейн         |
| 2011      | с | Ангелы Чарли                       | Charlie's Angels      | Саманта Мастерс   |
| 2012      | с | Закон Хэрри                        | Harry's Law           | Энни Билсон       |
| 2012      | с | 6 шагов в жёлтом – преступные меры | 6 passi nel giallo    | Анджела / Кристин |
| 2012—2017 | с | В надежде на спасение              | Saving Hope           | доктор Алекс Рид  |
| 2017—2019 | с | Супергёрл                          | Supergirl             | Алура Зор-Эл      |
| 2019      | с | Бэтвумен                           | Batwoman              | Лоис Лейн         |